# Ligne à retard (électronique)
Pour les articles homonymes, voir Ligne à retard.
Une ligne à retard est un composant électronique qui, idéalement, transmet intégralement le signal électrique en l'affectant d'un retard notablement plus grand  que le temps de transfert dans les autres composants.

## Lignes à retard électromécaniques
Les premières lignes à retard mises au point pour les télécommunications étaient électromécaniques. Pour les basses fréquences de la téléphonie, elles utilisaient un ressort, dont un transducteur similaire à celui d'un haut-parleur faisait vibrer une extrémité. À l'autre extrémité, un amortisseur permettait de faire vibrer la bobine d'un transducteur semblable à celui d'un microphone dynamique. Les deux transducteurs doivent être munis d'un amortisseur, afin d'empêcher que la rupture d'impédance mécanique réfléchisse la vibration dans la ligne de transmission. On ne peut pas régler la durée du retard. Les retards obtenus sont de quelques centièmes à quelques dixièmes de seconde.
Pour les hautes fréquences du radar, avec un principe identique, le moteur et le capteur de la vibration étaient des cristaux piézoélectriques et le milieu de transmission du mercure, ou des céramiques.

## Lignes à retard à enregistrement optique
Pour des retards plus importants, un système à enregistrement optique fut réalisé expérimentalement. Le signal modulait, par le système de miroir mobile monté sur un mouvement d'Arsonval utilisé dans l'enregistrement optique du son au cinéma, un flux lumineux. Ce flux frappait la surface d'un cylindre tournant enduit d'une substance photoluminescente. À un angle correspondant à quelques dixièmes de seconde, une cellule photoélectrique mesurait la luminescence rémanente de l'enduit.

## Lignes à retard à enregistrement magnétique
Après la Seconde Guerre mondiale, la bande magnétique permit un système moins délicat. Une tête d'enregistrement enregistre le signal sur une boucle, et des têtes de lectures espacées fournissent les versions retardées. On peut régler le retard, soit en changeant la distance entre les têtes, soit en changeant la vitesse de la bande. Le système est assez coûteux et est sujet aux problèmes habituels des magnétophones (mais peut être facilement stéréophonique).

## Lignes à retard à CCD
L'échantillonnage du signal et les dispositifs à transfert de charge permettent des systèmes plus compacts, plus résistants et moins délicats. Les échantillons chargent un condensateur semi-conducteur, et sont transférés au condensateur suivant à chaque impulsion de l'horloge. Il faut autant de condensateurs que d'impulsions d'horloge dans le délai de retard maximal.
Pour un échantillonnage de qualité correcte, il faut 50 000 échantillons par seconde. Pour un retard de 0,1 s, il faut 5 000 éléments. C'est possible grâce aux circuits intégrés.

## Retards dans les systèmes numériques
Les systèmes numériques fonctionnent de la même manière, à ceci près qu'ils transforment les échantillons en données numériques, mis en mémoire. Il doit y avoir autant de mémoire que le produit du débit numérique par le délai maximal. Les données forment une file (en anglais « queue ») où le premier arrivé est le premier sorti.

## Applications
Des lignes à retard audio sont intégrées à la plupart des appareils qui traitent l'image et le son, afin de permettre de conserver le synchronisme quand le traitement de l'image exige de la retarder, dans bon nombre d'appareils de télécommunications, et en sonorisation pour les grands systèmes de sonorisation. Elles servent aussi dans les réseaux de microphones et de haut-parleurs, permettant d'ajuster leur directivité.
Le système de télévision SÉCAM est basé sur des lignes à retard, le signal de différence de couleur étant transmis une ligne sur deux, alternativement R-Y et B-Y, et utilisé pour la ligne où il n'est pas transmis avec un retard de 64 µs
Dans certains cas, il suffit de quelques nanosecondes pour compenser des différences de temps de trajet ou de traitement, et les lignes à retard sont effectivement des lignes en câble coaxial de quelques décimètres, donnant un retard d'environ 5 nanosecondes par mètre.